# Héron des Galapagos
Butorides sundevalli
Espèce
Le Héron des Galapagos (Butorides sundevalli) est une espèce d'oiseaux endémique des îles Galápagos.

## Description
L'adulte est d'un gris-ardoisé avec des reflets argentés sur le dos et une petite huppe sur la tête. En période de reproduction, le bec est noir et les pattes orange mais redeviennent gris en dehors de cette période.